# Zé Pequeno
José Eduardo Barreto Conceição, més conegut com a Zé Pequeno, abans conegut a «Dadinho», (Rio de Janeiro, 11 d'abril de 1957 - Rio de Janeiro, 25 de desembre de 1985) va ser un criminal i narcotraficant brasiler de la favela de Rio de Janeiro anomenada Cidade de Deus ("Ciutat de Déu") entre les dècades de 1970 i 1980.
Va ser retratat de forma semificcional a la pel·lícula Cidade de Deus, de 2002, on va ser interpretat per Leandro Firmino (adult) i Douglas Silva (nen).

## Diferències entre el personatge real i el creat a la pel·lícula
Investigadors i testimonis afirmen que tot i que la seva crueltat i forma d'imposar el terror, alguns fets importants haurien estat inserits per a donar major dramatisme a l'obra, sense compromís amb la realitat.
Entre aquests fets, el principal d'ells tal vegada sigui respecte a l'ús de nens a la seva banda, pràctica que no era comuna entre els bandits brasilers de la dècada de 1970, quan Zé Pequeno a la pel·lícula es amb el major narcotraficant de la Cidade de Deus.
Un massacre d'innocents que se li atribueix a la pel·lícula també hauria estat obra d'un altre criminal de la comunitat. La lluita amb el també traficant Mané Galinha, segon els habitants, sí que hauria sigut real.
No obstant això, la pel·lícula demostra en gran part la forma d'actuar d'ell i la seva banda, la corrupció de les autoritats i la policia, i la misèria que es vivia a la favela.